# Historierevisionism
För andra betydelser, se Revisionism.
Historierevisionism är kritisk granskning av historiska verk och vedertagna uppfattningar om historien. Egentlig historierevisionism skall följa vetenskaplig metod, men ordet kan också syfta på politisk historierevisionism, där en makthavare eller ideolog låter skriva om historien efter en politisk agenda, för att kunna använda den nya berättelsen som propaganda.

## Exempel på vetenskaplig historierevisionism
- 1900-talets omvärdering av medeltiden kontra renässansen i europeisk historia. Under upplysningstiden började man betrakta medeltiden som "den mörka tiden" kännetecknad av kulturell och ekonomisk misär, och renässansen som en ärofull återkomst av antikens storhetstid. Nutida historiker har noterat betydelsen av flera sociala, ekonomiska och teknologiska framsteg som i västvärlden gjordes under medeltiden.
- Under senare delen av 1900-talet började man kritisera nationalromantisk historieskrivning, som framför allt var vanlig under 1800-talet och början av 1900-talet. Likt vissa andra exempel på vetenskaplig historierevisionism, kan man se detta som ett motdrag mot en tidigare politisk historierevisionism.
- Kvinnohistoria, som kritiserar androcentrisk historieskrivning och ändrar äldre tiders syn på kvinnors roll i historien.
- Ändring av perspektivet för europeiska upptäcktsresor till lokalbefolkningens förmån. De som förut gjort sig kända som "upptäckare" av ett redan bebott område omnämns i stället som den första europé som nått området.
- Alkemi har från 1800-talet betraktats som en vidskepelsegrundad pseudovetenskap, som mest handlade om fåfänga försök att framställa guld. Nutida vetenskapshistoriker brukar betrakta alkemins metoder (bland annat destillation) som viktiga för kemins utveckling.
- Västerländska historiker har tidigare hyllat antikens Grekland i dess kamp mot Persiska riket, och framställt grekerna som mer civiliserade, och perserna som barbarer. Liknande tendenser finns i andra beskrivningar av västerlandets möten med främmande kulturer, en tendens som brukar kallas orientalism.

## Politisk historierevisionism och förnekelse
Politisk historierevisionism, även kallad historisk negationism, är sådan historierevisionism som grundar sig på en politisk agenda i stället för vetenskapliga metoder. Den används i propagandasyfte.
Det är inte alltid lätt att avgöra om historierevisionism är vetenskaplig eller politisk, eftersom ingen vill erkänna politiska syften med sin ståndpunkt. Beskrivningen av en historisk händelse eller epok kan revideras flera gånger, med både politisk och vetenskaplig grund - till exempel har den svenska historien genomgått en nationalromantisk revision under 1800-talet, och en vetenskaplig revision under bl.a. 1900-talet.
Inom EU har ett förslag antagits som förbjuder vissa typer av revisionism. Detta innebär att bland annat förnekelse av judeförintelsen under nazismen blir förbjuden. Förslaget är frivilligt att införa och Tyskland, Österrike och Frankrike har dessa lagar.

### Brott mot mänskligheten
Politisk historierevisionism försöker ofta ändra uppgifter om folkmord, massmord och liknande brott mot mänskligheten.

#### Förintelsen
En spridd form av politisk historierevisionism är den uppfattning som förnekar att Förintelsen under andra världskriget har inträffat, eller som förnekar att Förintelsen genomfördes på det sätt eller med den omfattning som allmänt vedertagen forskning visar. Många förintelseförnekare antyder, eller hävdar öppet, att den rådande bilden av Förintelsen är en produkt av en avsiktlig judisk konspiration i syfte att förvränga fakta. Förintelseförnekandet har därför beskrivits som en antisemitisk konspirationsteori. Historierevisionism som förnekar att Förintelsen ägt rum är förbjuden i flera europeiska stater, eftersom den ofta förespråkar, och är motiverad av en antisemitisk och antidemokratisk agenda.

#### Sovjetunionen
Det råder än i dag oklarheter[källa behövs] om följderna av Josef Stalins välde i Sovjetunionen. Den i västvärlden etablerade versionen, att Stalin mördade meningsmotståndare för att befästa sin makt, ifrågasätts av somliga som hänvisar till de hårda klasstrider, mellan den besegrade kontrarevolutionen och den nya sovjetstaten, som rådde i Sovjetunionen under 1930-talet. Se till exempel Mario Sousas "Klasskampen under 1930-talet i Sovjetunionen" eller Albert E. Kahns "Högförräderi i Amerika". Även Katynmassakern har blivit föremål för politisk historierevisionism.

#### Japan under andra världskriget
Japans negativa roll och uppförande i Asien före och under andra världskriget är något som nationalistiska och högerextrema kretsar i Japan bestrider och/eller vill tona ned, mest uppmärksammat genom reviderade, och av den japanska staten godkända, läromedel i historia där de japanska invasionernas motiv förskönas och besvärande saker som Nanjingmassakern, Enhet 731 och de sexuellt förslavade "tröstekvinnorna", utelämnas eller framställs i korta och vaga ordalag.

#### Kina
Kommunisternas roll i kampen mot japanerna under andra kinesisk-japanska kriget anses av många utomstående som överdriven samtidigt som nationalisternas insatser förringas. Ett annat exempel, bland många, är den officiella beskrivningen/förnekandet av massakern på Himmelska fridens torg 1989.

### Historierevisionism kring politiska ledare
Historierevisionism används ibland kring sittande eller tidigare politiska ledare för att skapa en personkult eller kompromettera ledare. Detta har gjorts i Sovjetunionen i flera omgångar - se stalinism och avstaliniseringen. I Sverige har det särskilt under 1800- och 1900-talet funnits en nationalromantisk historierevisionism kring flera av landets regenter.